# Q.921
| Couche                | Protocoles Canal D                  | Protocoles Canal D                  | Protocoles Canal D                  | Protocoles Canal B                  | Protocoles Canal B                  | Protocoles Canal B                  |                                     |
| --------------------- | ----------------------------------- | ----------------------------------- | ----------------------------------- | ----------------------------------- | ----------------------------------- | ----------------------------------- | ----------------------------------- |
|                       | Signalisation                       | Paquet                              | Télémétrie                          | Commut. circuit                     | Semi permanent                      | Commut. paquet                      |                                     |
| Application           | Utilisateurs                        |                                     |                                     |                                     |                                     |                                     |                                     |
| Présentation          | Utilisateurs                        |                                     |                                     |                                     |                                     |                                     |                                     |
| Session               | Utilisateurs                        |                                     |                                     |                                     |                                     |                                     |                                     |
| Transport             | Utilisateurs                        |                                     |                                     |                                     |                                     |                                     |                                     |
| Réseau                | Q.931                               | X.25.3                              | IP*                                 | X.25.3                              |                                     |                                     |                                     |
| Liaison               | Q.921 LAP-D                         | Q.921 LAP-D                         | Q.921 LAP-D                         | HDLC* PPP*                          | LAP-B                               |                                     |                                     |
| Physique              | Accès de base I.430, primaire I.431 | Accès de base I.430, primaire I.431 | Accès de base I.430, primaire I.431 | Accès de base I.430, primaire I.431 | Accès de base I.430, primaire I.431 | Accès de base I.430, primaire I.431 | Accès de base I.430, primaire I.431 |
| * Protocoles non RNIS |                                     |                                     |                                     |                                     |                                     |                                     |                                     |

La recommandation UIT-T Q.921 est définie par l'UIT-T comme Interface usager-réseau du RNIS - Spécification de la couche de liaison de données.
Elle traite de l'établissement des liens entre l'usager et le commutateur téléphonique. 